# Wettsteinina carinthiaca
Wettsteinina carinthiaca är en svampart som beskrevs av Petr. 1955. Wettsteinina carinthiaca ingår i släktet Wettsteinina, ordningen Pleosporales, klassen Dothideomycetes, divisionen sporsäcksvampar och riket svampar.   Inga underarter finns listade i Catalogue of Life.